# Şınıx
Şınıx è un comune dell'Azerbaigian situato nel distretto di Gədəbəy. Conta una popolazione di 917 abitanti.